# Knut Lunde
Knut Lunde (* 22. Februar 1905 in Asker; † 31. Mai 1960 in Arendal) war ein norwegischer Nordischer Kombinierer.
Lunde konnte als einzigen internationalen Erfolg die Bronzemedaille bei der Nordischen Skiweltmeisterschaft 1930 in Oslo im Einzel der Kombination hinter seinen Landsmännern Hans Vinjarengen und Leif Skagnes erreichen.